# Tim van der Hagen
Tim van der Hagen (Tilburg, 1959) is sinds mei 2016 voorzitter van het College van Bestuur van de TU Delft, vanaf begin 2018 in combinatie  met het rectoraat van de universiteit. Van 2010 tot 2016 was hij decaan van de faculteit Technische Natuurwetenschappen. Hij was directeur van het Reactor Instituut Delft van 2005 tot 2012. Hij is sinds 1999 hoogleraar Reactorfysica.

## Leven en werk
Tim van der Hagen studeerde technische natuurkunde aan de Technische Universiteit Eindhoven. Hij promoveerde in 1989 aan de TU Delft, en bleef daarna als onderzoeker werkzaam op het gebied van de kernreactorfysica, met accenten op de interactie tussen neutronica en thermohydraulica, innovatieve reactorconcepten, stabiliteitsbewaking, signaalanalyse en meerfasenstromingen. Hij is (co-)auteur van ongeveer 250 publicaties in wetenschappelijke tijdschriften en conferentieproceedings. Hij was sessievoorzitter en lid van talloze programmacommissies van internationale conferenties.
Hij was een van de initiatiefnemers van het Delft Plan, de visie van de TU Delft op hoe Nederland een regierol kan nemen in de energiemarkt van Europa, dat verscheen in 2015.
In 2015 was hij tevens medeauteur van het advies Rijk zonder CO2 – naar een duurzame energievoorziening in 2050 van de Raad voor de leefomgeving en infrastructuur (Rli). De Rli constateerde dat het Nederlandse klimaatbeleid tot dan niet had geleid tot een daling van de CO2-emissies van de energievoorziening. Daarom stelde de raad voor om de discussie over de energietransitie  breder te voeren dan over specifieke bronnen en sectoren. Het advies introduceerde een aanpak die vier energiebehoeften centraal stelt: lage temperatuurwarmte (verwarming van gebouwen, warm water), hoge temperatuurwarmte (voor industrie), transport en mobiliteit, en energie voor licht en apparaten.
Belangrijkste nevenfuncties:
- Bestuurslid van de Alliantie van de universiteiten van Leiden, Delft en Rotterdam (LDE)
- Board member van de Economic Board Zuid-Holland
- President van de IDEA League Alliance
- Lid van de Raad van Toezicht van Medical Delta
- Lid van de Commissie Technologie en Innovatie van VNO-NCW
- Bestuurslid van NERA (Netherlands Energy Research Alliance)
- Bestuurslid van GROW (Growth through Research, Development and Demonstration in Offshore Wind),

Eerder was hij lid van onder meer de Algemene Energieraad en het Topteam Energie. Beide adviseren de overheid over het te voeren energiebeleid.
In 2016 was hij voorzitter van de AWTI-projectgroep die met de publicatie Oppakken en doorpakken de minister van EZ adviseerde meer in te zetten op innovatie in het energiebeleid. Dat beleid moet innovatie stimuleren en sturen, en extra geld vrijmaken om een aantal doorbraken te bereiken. Een voorbeeld van zo’n doorbraak is het direct maken van brandstoffen met behulp van zonlicht (solar fuels).
Ook was hij betrokken bij de AWTI-publicatie Houd de basis gezond dat de ministers van EZ en OCW eind 2016 adviseerde om substantieel extra te investeren in onderzoek, ontwikkeling en innovatie om de positie van Nederland als innovatieleider te behouden.
Onder zijn voorzitterschap publiceerde de Taakgroep Innovatie van het Klimaatakkoord in 2019 de Integrale kennis- en innovatieagenda voor klimaat en energie.
In mei 2016 werd Van der Hagen benoemd tot Ridder in de Orde van de Nederlandse Leeuw.
Oud-hoogleraar elektriciteitsvoorziening Cees Andriesse noemde Van der Hagen in een uitzending van Argos van VPRO-radio "een pro-kernenergie-lobbyist". Van der Hagen wilde niet in de uitzending van Argos op die beschuldiging reageren.
In een interview van de NOS over de kernramp van Fukushima betoogt Van der Hagen dat de ramp in Fukushima niet vergelijkbaar is met de meltdown van Tsjernobyl, aangezien in Tsjernobyl een nucleaire ‘explosie’ had plaatsgevonden, terwijl de reactoren in Fukushima direct waren afgeschakeld. Desalniettemin vond door het ontbreken van voldoende nakoeling in de reactoren 1, 2 en 3 van Fukushima een meltdown plaats.
Per 1 januari 2018 combineerde Van der Hagen de functies van voorzitter van het College van Bestuur en het rectoraat van de TU Delft.